# Gwechenberghütte
Die Gwechenberghütte ist eine Selbstversorgerhütte der Sektion Salzburg des Österreichischen Alpenvereins auf 1365 m ü. A. Höhe am östlichen Rand des Tennengebirges. Sie befindet sich bei der Gwechenbergalm östlich der Tagweide bei Abtenau.
Die Hütte wurde 1924/1925 als Jagdhütte privat erbaut und 1933 vom Alpenverein erworben und adaptiert. Die Eröffnung erfolgte am 8. Juni 1933. Ab 1958 verwaltete sie die Jugendgruppe der Sektion Salzburg, die 1980 die Betreuung an die Ortsgruppe Lamprechtshausen übertrug. 1980 wurde eine Veranda gebaut und die Hütte 1981–1983 erweitert und 1987 saniert.
Die Hütte ist stets verschlossen, jedoch in der Regel für Alpenvereinsmitglieder (angemeldete Gruppen) mit dem Alpenvereinsschlüssel des Hüttenwarts zugänglich. Gelegentlich wird die Hütte für Veranstaltungen der zuständigen Sektion Salzburg des Österreichischen Alpenvereins genutzt. Ansonsten ist es ein reizvolles Ziel für Wanderer, natürlich ohne Bewirtschaftung.
Die Alm, auch Quehenbergalm geschrieben (1361 m ü. A. ⊙), ist verfallen.

## Zugänge
- Von Annaberg im Lammertal über Lehen und Gwechenberg, Gehzeit: 2 Stunden
- Von Abtenau auf verschiedenen Wegen über die Gsengalmhütte, Gehzeit: etwa 3 Stunden

## Übergänge
- Gsengalmhütte (1450 m) über die Gsenghöhe, Gehzeit: knapp 1½ Stunden
- Laufener Hütte (1725 m) über Firstsattel und Tagweide, Gehzeit: 4 Stunden

## Gipfelbesteigungen
- Tagweide (2128 m), mittel, Gehzeit: 2½ Stunden
- Schober (1810 m), leicht, Gehzeit: 1 Stunde
- Kleiner Traunstein (1660 m), mittel, Gehzeit: 1½ Stunden